# VB 10b
VB 10b è un presunto pianeta extrasolare, in orbita attorno alla nana rossa VB 10 (più comunemente conosciuta come Gliese 752 B o V1428 Aquilae), scoperto nel maggio 2009 dagli astronomi del Jet Propulsion Laboratory della NASA. Se confermata, la scoperta di VB 10b sarebbe la prima ottenuta con il metodo astrometrico. La scoperta è stata ottenuta dopo 12 anni di misure effettuate con il telescopio Hale da 200 pollici (508 cm) del Palomar Observatory, in California. 
Successive osservazioni con il Very Large Telescope di Jacob Bean e colleghi hanno però escluso variazioni della velocità radiale della stella, quindi in realtà non esisterebbe nessun pianeta attorno a Gliese 752 B

## Caratteristiche
VB 10 è una nana rossa di classe M8V situata a circa 20 anni luce dalla Terra in direzione della costellazione dell'Aquila.
Secondo gli studi degli astronomi del Jet Propulsion Laboratory che annunciarono la presenza di un pianeta, VB 10b orbiterebbe attorno alla stella ad una distanza di circa 0,36 UA, con un periodo di 271,46 giorni. Il pianeta sarebbe un gigante gassoso delle dimensioni simili a quelle di Giove, ma con una massa circa sei volte maggiore. Se questi valori fossero confermati, farebbero di VB 10 e VB 10b un sistema planetario unico nel suo genere, in quanto circa il 10% della massa del sistema stella-pianeta apparterrebbe al pianeta. La successiva smentita della presenza di un pianeta avvenuta successivamente farebbe perdere però importanza a questa peculiarità.